# Chu Bình Vương
Chu Bình vương (chữ Hán giản thể: 周平王; 781 TCN - 720 TCN), tên thật là Cơ Nghi Cữu (姬宜臼), là vị vua thứ 13 của nhà Chu và là vua đầu tiên thời kỳ Đông Chu trong lịch sử Trung Quốc.

## Nhờ chư hầu phục ngôi
Cơ Nghi Cữu là con trai của Chu U vương, mẹ là Thân vương hậu. Vì là Đích tử nên ban đầu được phong làm Thái tử. Tuy nhiên nhiều năm sau Chu U vương sủng ái mỹ nhân Bao Tự nên phế truất mẫu tử Nghi Cữu để lập Bao Tự làm Hậu, con trai Bao Tự là Cơ Bá Phục làm Thái tử. Điều này làm phật ý ông ngoại Nghi Cữu là Thân hầu, quân chủ nước Thân. Thân hầu liên hết quân Khuyển Nhung và quân nước Tăng để đánh chiếm nhà Chu. Vua Khuyển Nhung giết chết U vương và Thái tử Bá Phục, Bao Tự mất tích ngay trong cơn bạo loạn. Mặc dù Thân hầu đã cho quân Khuyển Nhung vàng bạc nhưng vua Khuyển Nhung không buông tha Cảo Kinh, tiếp tục đốt phá và giết hại người vô tội.
Thân hầu ân hận, bèn viết mật thư triệu tập các chư hầu xung quanh là Tấn Văn hầu, Tần Tương công, Vệ Vũ công và Trịnh Vũ công mang quân đến đuổi Khuyển Nhung. Bốn nước hợp binh đánh bại Khuyển Nhung, đón Nghi Cữu về lại Cảo Kinh và ủng lập đăng cơ, tức Chu Bình vương. Cùng lúc đó, Quắc công Hàn lập Cơ Dư Thần làm Chu Huề vương. Vì vậy mà không lâu sau, Tấn Văn hầu giết Huề Vương để bảo đảm vương vị độc nhất cho Bình vương.

## Thiên đô Lạc Ấp
Tuy Khuyển Nhung bị đánh đuổi, nhưng vẫn thường xuyên uy hiếp kinh đô nhà Chu. Trước tình thế đó, Chu Bình vương lo lắng, bàn việc dời đô sang Lạc Ấp (sau này là Lạc Dương) phía đông. So với Cảo Kinh, Lạc Ấp ở giữa thiên hạ, vị trí bằng phẳng, là nơi tụ hội các chư hầu.
Khi việc thiên đô được đề xuất, có chư hầu kỳ cựu như Vệ Vũ công (ngoài 90 tuổi) không đồng ý vì Cảo Kinh là nơi căn cơ trong thiên hạ, xung quanh bao bọc bởi đồi núi, tiện việc phòng thủ, nếu bỏ Cảo Kinh thì nhà Chu sẽ bị yếu thế, dễ có giặc ngoại xâm. Tuy nhiên, Chu Bình vương không nghe lời can của Vệ công vì ngại chiến tranh với người Khuyển Nhung hung hãn, quyết ý dời đô sang Lạc Ấp. Bình vương ủy thác việc chiến tranh với Khuyển Nhung cho nước Tần, hứa hẹn nếu Tần đánh bại được Khuyển Nhung thì sẽ cấp đất đai phía Tây bờ cõi.
Tần Tương Công binh lực dũng mãnh, thiện chiến, ra sức chiến đấu với Khuyển Nhung. Kết quả sau 3 năm giết được vua tôi nước Khuyển Nhung, không những giành đất đai của người Nhung mà còn được cấp đất từ phía nhà Chu. Từ đó, Tần chính thức trở thành nước chư hầu lớn, ngang hàng với Trịnh, Vệ, Lỗ, Tấn...

## Chính thể suy đồi
Từ khi nhà Chu dời đô sang phía đông, uy lực bắt đầu suy giảm. Các chư hầu trở nên xem thường nhà Chu, không còn thần phục như trước. Thời điểm đó mở đầu thời kỳ Xuân Thu, chiến tranh giữa các nước (liệt quốc).
Các chư hầu nước Tề, Trịnh, Tống, Lỗ, Vệ, Kỷ, Hình chia bè phái khi tan khi hợp để đánh nhau. Chu Bình vương không thể ra lệnh cho các nước bãi binh. Con Trịnh Vũ Công là Trịnh Trang công, chính là anh em họ của Bình vương, được phong làm khanh sĩ trong triều, tỏ ra chuyên quyền lấn át cả Bình vương. Bình vương cũng không dám làm gì. Từ đó mâu thuẫn phát sinh lớn, Trịnh Trang công mang quân cướp phá bờ cõi nhà Chu, cướp thóc lúa nhưng Bình vương nhu nhược không dám đánh trả.
Về sau, Trịnh Trang công e ngại danh tiếng của Bình vương là thiên tử toàn thiên hạ, nên sai người đến xin giảng hoà và trao đổi con tin. Việc thiên tử đổi con tin với chư hầu là trái ngược với phép tắc, nhưng khi đó Bình vương yếu thế hơn nên phải chấp thuận. Bình vương sai con trai là Thái tử Cơ Duệ Phụ sang Trịnh làm con tin, còn Trịnh Trang công đem con cả là Trịnh Hốt đến làm con tin của nhà Chu ở Lạc Ấp.
Năm 720 TCN, Chu Bình vương băng, tại ngôi được 51 năm. Thái tử Cơ Duệ Phụ thương cha, nghe tin dữ liền lâm bệnh và mất trên đường về. Con Thái tử là vương tôn Cơ Lâm lên ngôi, tức là Chu Hoàn vương (719-697 TCN).